# Ippolita Di Majo
Pour les articles homonymes, voir Majo et Majo (homonymie).
Ippolita Di Majo, née le 7 février 1972 à Naples (Italie), est une scénariste italienne.

## Filmographie partielle

### Au cinéma
- 2014 : Il giovane favoloso
- 2015 : Pastorale cilentana (court métrage)
- 2018 : Capri-Revolution
- 2019 : Il sindaco del Rione Sanità (adaptation)
- 2021 : Qui rido io
- 2022 : Nostalgia

## Récompenses et distinctions
Récompenses
- 2015 : Ciak d'oro : meilleur scénario (Migliore Sceneggiatura) pour Il giovane favoloso (2014). Partagé avec Mario Martone
- 2019 : BIFEST - Bari International Film Festival (Italian Competition Award) : Meilleure histoire originale pour Capri-Revolution (2018). Partagé avec Mario Martone.

Nominations
- David di Donatello :
  - 2015	: meilleur scénario (Migliore Sceneggiatura) pour Il giovane favoloso (2014). Partagé avec Mario Martone.
  - 2020	: meilleur scénario adapté (Migliore Sceneggiatura Non Originale) pour Il sindaco del Rione Sanità (2019). Partagé avec Mario Martone.
  - 2022	: meilleur scénario original (Migliore Sceneggiatura Originale) pour Qui rido io (2021). Partagé avec Mario Martone.